# Stader Geest
Die Stader Geest ist eine naturräumliche Einheit im norddeutschen Tiefland.
Sie nimmt einen großen Teil des Elbe-Weser-Dreiecks und des ehemaligen Regierungsbezirks Stade zwischen den Städten Hamburg, Bremen, Verden (Aller) und Cuxhaven ein und wird von den Naturräumen Elbmarschen, Ems-Weser-Marschen, Weser-Aller-Flachland, Dümmer-Geestniederung und Ems-Hunte-Geest und Lüneburger Heide begrenzt. In der Nummerierung des Bundesamtes für Naturschutz trägt sie die Nummer D27.

## Naturräumliche Zuordnung
Naturräumlich stellt die Stader Geest die Großregion 3. Ordnung und Haupteinheitengruppe (Nummer 63, zweistellig) innerhalb des Norddeutschen Tieflandes (Großregion 1. Ordnung) dar. Sie spaltet sich wie folgt in Haupteinheiten (Regionen 4. Ordnung; dreistellig) auf:
- die Moränengebiete Wesermünder Geest (633) und
- Zevener Geest (634), die durch die
- Hamme-Oste-Niederung (632) getrennt sind, und die
- Achim-Verdener Geest (630), die von den vorgenannten durch die
- Wümmeniederung (631) getrennt ist.[5][6][7]

## Landschaftsbild
Die dünn besiedelte Stader Geest ist durch sandige Geestböden, naturbelassene Flussniederungen und Moore geprägt. Die größeren Ansiedlungen befinden sich am Rand der Geest und in den Flussniederungen, insbesondere von Wümme, Hamme und Oste sowie in ihrem Randbereich von Elbe, Weser und Aller. Die Region ist von Landwirtschaft mit Tierzucht geprägt. Daneben werden häufig Kartoffeln und Spargel angebaut. Vielerorts wird Windenergie gewonnen. Durch das Gebiet der Stader Geest verlaufen wichtige Verkehrsachsen zwischen Hamburg, Bremen und Bremerhaven, weitere Verkehrsverbindungen von Hamburg und Bremen nach Hannover tangieren es im Osten und Süden. Entlang dieser Verkehrsachsen haben sich teilweise größere Gewerbebetriebe angesiedelt.

## Orte
In dieser Liste finden sich Einheits- und Samtgemeinden im Bereich der Stader Geest.
- Achim
- Apensen
- Bothel
- Bremervörde
- Buxtehude
- Fintel
- Fredenbeck
- Geestequelle
- Gnarrenburg
- Grasberg
- Harsefeld
- Hollenstedt
- Kirchlinteln
- Langwedel
- Neu Wulmstorf
- Ottersberg
- Oyten
- Rotenburg (Wümme)
- Scheeßel
- Selsingen
- Sittensen
- Sottrum
- Stade
- Tarmstedt
- Tostedt
- Verden (Aller)
- Zeven

## Politische Zugehörigkeit
Das Gebiet der Stader Geest gehört administrativ zu den Landkreisen Osterholz, Verden, Cuxhaven, Rotenburg (Wümme) und Stade, die früher den Regierungsbezirk Stade bildeten, sowie zu kleinen Teilen dem Landkreis Harburg und den Städten Bremen und Bremerhaven.